# Urera
Urera é um género botânico pertencente à família Urticaceae.
A autoridade científica do género é Gaudich., tendo sido publicado em Voyage autour du monde, entrepris par ordre du roi, . . . éxécuté sur les corvettes de S. M. l'Uranie et la Physicienne, pendant les années 1817, 1818, 1819 et 1820; . . . Botanique 496–497. 1826 (1830).

## Espécies
De acordo com a base de dados The Plant List o género tem 140 espécies descritas das quais 43 são aceites.